# Liste der Monuments historiques in Villemaréchal
Die Liste der Monuments historiques in Villemaréchal führt die Monuments historiques in der französischen Gemeinde Villemaréchal auf.

## Liste der Objekte
Zum Verständnis siehe: Kirchenausstattung
| Bezeichnung                   | Beschreibung                             | Standort                                 | Kennzeichnung | Schutzstatus | Datum | Bild |
| ----------------------------- | ---------------------------------------- | ---------------------------------------- | ------------- | ------------ | ----- | ---- |
| Skulptur des Apostels Petrus  | Holz, polychrom gefasst, 15. Jahrhundert | in der Kirche St-Pierre-aux-Liens (Lage) | PM77001823    | Classé       | 1944  |      |
| Weihwasserbecken              | Stein, 19. Jahrhundert                   | in der Kirche St-Pierre-aux-Liens (Lage) | PM77002847    | Inscrit      | 1918  |      |
| Retabel des Hauptaltars       | Holz, 18. Jahrhundert                    | in der Kirche St-Pierre-aux-Liens (Lage) | PM77003066    | Inscrit      | 1978  |      |
| Taufbecken                    | Stein, 18. Jahrhundert                   | in der Kirche St-Pierre-aux-Liens (Lage) | PM77002848    | Inscrit      | 1977  |      |
| Skulptur des heiligen Jakobus | Stein, 16. Jahrhundert                   | in der Kirche St-Pierre-aux-Liens (Lage) | PM77001822    | Classé       | 1938  |      |